# 苏钦德拉姆
苏钦德拉姆（Suchindram），是印度泰米尔纳德邦甘尼亚古马里县的一个城镇。总人口11953（2001年）。

## 人口
该地2001年总人口11953人，其中男性5844人，女性6109人；0—6岁人口1092人，其中男544人，女548人；识字率86.29%，其中男性为88.66%，女性为84.02%。